# Olaszország az 1952. évi téli olimpiai játékokon
Olaszország a norvégiai Oslóban megrendezett 1952. évi téli olimpiai játékok egyik részt vevő nemzete volt. Az országot az olimpián 6 sportágban 33 sportoló képviselte, akik összesen 2 érmet szereztek.

## Érmesek
| Érem  | Versenyző        | Sportág  | Versenyszám    |
| ----- | ---------------- | -------- | -------------- |
| Arany | Zeno Colò        | Alpesisí | Férfi lesiklás |
| Bronz | Giuliana Minuzzo | Alpesisí | Női lesiklás   |

## Alpesisí
Férfi
| Versenyző         | Versenyszám      | 1. futam | 1. futam | 2. futam | 2. futam | Összesítés | Összesítés |
| Versenyző         | Versenyszám      | Idő      | Hely.    | Idő      | Hely.    | Idő        | Helyezés   |
| ----------------- | ---------------- | -------- | -------- | -------- | -------- | ---------- | ---------- |
| Albino Alverà     | Műlesiklás       | 1:04,7   | 23.      | 1:05,7   | 20.      | 2:10,4     | 23.        |
| Silvio Alverà     | Lesiklás         |          |          |          |          | 2:43,6     | 20.*       |
| Silvio Alverà     | Műlesiklás       | 1:04,5   | 22.      | 1:05,3   | 19.      | 2:09,8     | 19.        |
| Silvio Alverà     | Óriás-műlesiklás |          |          |          |          | 2:37,7     | 22.        |
| Ilio Colli        | Lesiklás         |          |          |          |          | 2:43,2     | 18.*       |
| Zeno Colò         | Lesiklás         |          |          |          |          | 2:30,8     |            |
| Zeno Colò         | Műlesiklás       | 1:00,9   | 5.       | 1:00,9   | 4.       | 2:01,8     | 4.         |
| Zeno Colò         | Óriás-műlesiklás |          |          |          |          | 2:29,1     | 4.         |
| Carlo Gartner     | Lesiklás         |          |          |          |          | 2:36,5     | 8.         |
| Carlo Gartner     | Óriás-műlesiklás |          |          |          |          | 2:35,7     | 18.        |
| Roberto Lacedelli | Óriás-műlesiklás |          |          |          |          | 2:39,5     | 24.*       |
| Ermanno Nogler    | Műlesiklás       | 1:09,5   | 42.*     | kiesett  | kiesett  | kiesett    | kiesett    |

Női
| Versenyző               | Versenyszám      | 1. futam | 1. futam | 2. futam | 2. futam | Összesítés | Összesítés |
| Versenyző               | Versenyszám      | Idő      | Hely.    | Idő      | Hely.    | Idő        | Helyezés   |
| ----------------------- | ---------------- | -------- | -------- | -------- | -------- | ---------- | ---------- |
| Giuliana Chenal-Minuzzo | Lesiklás         |          |          |          |          | 1:49,0     |            |
| Giuliana Chenal-Minuzzo | Műlesiklás       | 1:08,0   | 9.       | 1:07,9   | 9.       | 2:15,9     | 8.*        |
| Giuliana Chenal-Minuzzo | Óriás-műlesiklás |          |          |          |          | 2:18,2     | 20.        |
| Maria Grazia Marchelli  | Lesiklás         |          |          |          |          | kizárták   | kizárták   |
| Maria Grazia Marchelli  | Óriás-műlesiklás |          |          |          |          | kizárták   | kizárták   |
| Celina Seghi            | Lesiklás         |          |          |          |          | 1:54,9     | 15.*       |
| Celina Seghi            | Műlesiklás       | 1:06,5   | 2.       | 1:07,3   | 7.       | 2:13,8     | 4.         |
| Celina Seghi            | Óriás-műlesiklás |          |          |          |          | 2:12,5     | 7.         |

* - egy másik versenyzővel azonos eredményt ért el

## Bob
| Versenyző                                                           | Versenyszám | 1. futam | 1. futam | 2. futam | 2. futam | 3. futam | 3. futam | 4. futam | 4. futam | Összesítés | Összesítés |
| Versenyző                                                           | Versenyszám | Idő      | Hely.    | Idő      | Hely.    | Idő      | Hely.    | Idő      | Hely.    | Idő        | Helyezés   |
| ------------------------------------------------------------------- | ----------- | -------- | -------- | -------- | -------- | -------- | -------- | -------- | -------- | ---------- | ---------- |
| Umberto Gilarduzzi Luigi Cavalieri                                  | Kettes      | 1:23,86  | 8.*      | 1:25,26  | 14.      | 1:24,80  | 14.      | 1:24,44  | 12.      | 5:38,36    | 12.        |
| Alberto Della Beffa Dario Colombi                                   | Kettes      | 1:23,86  | 8.*      | 1:24,71  | 10.      | 1:24,03  | 10.      | 1:24,62  | 13.      | 5:37,22    | 10.        |
| Alberto Della Beffa Sandro Rasini Dario Colombi Dario Poggi         | Négyes      | 1:20,02  | 11.      | 1:21,39  | 15.      | 1:18,86  | 8.       | 1:19,65  | 8.       | 5:19,92    | 10.        |
| Umberto Gilarduzzi Michele Alverà Vittorio Folonari Luigi Cavalieri | Négyes      | 1:21,23  | 14.      | 1:21,35  | 14.      | 1:21,64  | 15.      | 1:21,76  | 13.      | 5:25,98    | 14.        |

* - egy másik csapattal azonos eredményt ért el

## Északi összetett
| Versenyző       | Síugrás  | Síugrás  | Síugrás  | Síugrás  | Síugrás  | Síugrás  | Síugrás | Síugrás | Sífutás | Sífutás | Sífutás | Összesítés | Összesítés |
| Versenyző       | 1. ugrás | 1. ugrás | 2. ugrás | 2. ugrás | 3. ugrás | 3. ugrás | Össz.   | Össz.   | Sífutás | Sífutás | Sífutás | Összesítés | Összesítés |
| Versenyző       | Távolság | Pont     | Távolság | Pont     | Távolság | Pont     | Pont    | Hely.   | Idő     | Pont    | Hely.   | Pont       | Helyezés   |
| --------------- | -------- | -------- | -------- | -------- | -------- | -------- | ------- | ------- | ------- | ------- | ------- | ---------- | ---------- |
| Alfredo Prucker | 58,5     | 93,5     | 59,5     | 95,5     | 60,5     | (90,5)   | 189,0   | 17.     | 1:10,56 | 208,970 | 12.     | 397,970    | 12.        |

## Gyorskorcsolya
| Versenyző       | Versenyszám | Eredmény | Helyezés |
| --------------- | ----------- | -------- | -------- |
| Guido Caroli    | 10 000 m    | 19:13,6  | 28.      |
| Guido Citterio  | 500 m       | 48,2     | 38.      |
| Guido Citterio  | 1500 m      | 2:30,8   | 32.      |
| Enrico Musolino | 500 m       | 45,9     | 25.*     |
| Enrico Musolino | 1500 m      | 2:30,7   | 31.      |

* - egy másik versenyzővel azonos eredményt ért el

## Műkorcsolya
| Versenyző   | Versenyszám  | Kötelező elemek   | Kötelező elemek | Kűr               | Kűr   | Összesítés                     | Összesítés                     | Összesítés                     | Összesítés                     | Összesítés                     | Összesítés                     | Összesítés                     | Összesítés                     | Összesítés                     | Összesítés        | Összesítés  | Összesítés | Összesítés |
| Versenyző   | Versenyszám  | Kötelező elemek   | Kötelező elemek | Kűr               | Kűr   | Helyezési pontszámok bírónként | Helyezési pontszámok bírónként | Helyezési pontszámok bírónként | Helyezési pontszámok bírónként | Helyezési pontszámok bírónként | Helyezési pontszámok bírónként | Helyezési pontszámok bírónként | Helyezési pontszámok bírónként | Helyezési pontszámok bírónként | Több. hely. száma | Hely. össz. | Pont       | Helyezés   |
| Versenyző   | Versenyszám  | Több. hely. száma | Hely.           | Több. hely. száma | Hely. | 1                              | 2                              | 3                              | 4                              | 5                              | 6                              | 7                              | 8                              | 9                              | Több. hely. száma | Hely. össz. | Pont       | Helyezés   |
| ----------- | ------------ | ----------------- | --------------- | ----------------- | ----- | ------------------------------ | ------------------------------ | ------------------------------ | ------------------------------ | ------------------------------ | ------------------------------ | ------------------------------ | ------------------------------ | ------------------------------ | ----------------- | ----------- | ---------- | ---------- |
| Carlo Fassi | Férfi egyéni | 9×6+              | 6.              | 6×6+              | 6.    | 6,0                            | 6,0                            | 4,0                            | 4,0                            | 6,0                            | 6,0                            | 6,0                            | 6,0                            | 6,0                            | 9×6+              | 50,0        | 1528,4     | 6.         |

## Sífutás
Férfi
| Versenyző                                                             | Versenyszám     | Eredmény | Helyezés |
| --------------------------------------------------------------------- | --------------- | -------- | -------- |
| Ottavio Compagnoni                                                    | 18 km           | 1:10:50  | 36.      |
| Severino Compagnoni                                                   | 50 km           | 4:16:13  | 18.      |
| Federico de Florian                                                   | 18 km           | 1:06:54  | 19.      |
| Arrigo Delladio                                                       | 18 km           | 1:09:17  | 24.*     |
| Giacomo Mosele                                                        | 18 km           | 1:10:36  | 34.      |
| Olav Økern                                                            | 50 km           | 3:38:45  | 4.       |
| Alfredo Prucker                                                       | 18 km           | 1:10:56  | 38.      |
| Arrigo Delladio Nino Anderlini Federico de Florian Vincenzo Perruchon | 4 × 10 km váltó | 2:35:33  | 6.       |

Női
| Versenyző        | Versenyszám | Eredmény      | Helyezés      |
| ---------------- | ----------- | ------------- | ------------- |
| Ildegarda Taffra | 10 km       | nem ért célba | nem ért célba |
| Fides Romanin    | 10 km       | 54:43         | 17.           |